# Međeđak
Međeđak – wieś w Chorwacji, w żupanii karlowackiej, w gminie Plaški. W 2011 roku liczyła 100 mieszkańców.